# Markea
Markea je biljni rod krumpirovki smješten u tribus Solandreae, dio potporodice Solanoideae. Pripada mu 18 vrsta epifita i grmova rasprostranjenih po tropskoj Južnoj Americi.
Rod je opisan u Actes de la Société d'Histoire Naturelle de Paris 1: 107. 1792.

## Vrste
1. Markea antioquiensis S.Knapp
2. Markea campanulata (Donn.Sm.) Lundell
3. Markea coccinea Rich.
4. Markea formicarum Dammer
5. Markea fosbergii Hunz.
6. Markea harlingiana Hunz.
7. Markea hunzikeri A.Orejuela & C.I.Orozco
8. Markea klugii (Hunz.) Molinari
9. Markea longiflora Miers
10. Markea pavonii (Miers) D'Arcy
11. Markea pilosa S.Knapp
12. Markea plowmanii Hunz.
13. Markea purpurea A.Orejuela & C.I.Orozco
14. Markea sessiliflora Ducke
15. Markea spruceana Hunz.
16. Markea sturmii Cuatrec.
17. Markea tomentosa Lundell
18. Markea vasquezii E.Rodr.

## Sinonimi
- Lamarkea Pers.; Syn. 1: 218 (1805)
- Ectozoma Miers; Ann. Nat. Hist. Ser. II. 4: 191 (1849)